# Раду-Воде (Келераш)
Раду-Воде (рум. Radu Vodă) — село у повіті Келераш в Румунії. Входить до складу комуни Лупшану.
Село розташоване на відстані 66 км на схід від Бухареста, 38 км на північний захід від Келераші, 138 км на захід від Констанци, 144 км на південний захід від Галаца.

## Населення
За даними перепису населення 2002 року у селі проживали 1460 осіб.
Національний склад населення села:
| Національність | Кількість осіб | Відсоток |
| -------------- | -------------- | -------- |
| румуни         | 1419           | 97,2%    |
| цигани         | 40             | 2,7%     |

Рідною мовою назвали:
| Мова      | Кількість осіб | Відсоток |
| --------- | -------------- | -------- |
| румунська | 1446           | 99,0%    |
| циганська | 14             | 1,0%     |